# Лешково (городской округ Истра)
Лешково — деревня в Истринском районе Московской области. Входит в состав Павло-Слободского сельского поселения. Население — 116 чел. (2010), в деревне 3 улицы. С Истрой Лешково связано автобусным сообщением (автобус № 20).
Находится примерно в 19 км на юго-восток от Истры, на левом берегу реки Истры, на региональном шоссе Московское малое кольцо — Павловская Слобода — Нахабино, высота над уровнем моря 180 м. На противоположном берегу реки — село Павловская Слобода.
В деревне Лешково находится дачное партнёрство «Сосны», получившее известность в связи с разоблачениями коррупции в России.

## История
В XVI веке и до последней четверти XVII века селение входило в состав Горетова стана Московского уезда, в вотчину боярина Бориса Ивановича Морозова. В конце XVII века вотчина перешла в дворцовое ведомство и Лешково осталось в составе Московского уезда. После ряда административных изменений конца XVIII века деревня оказалась в Звенигородском уезде. В начале XX века деревня состояла в Павловской волости Звенигородского уезда, постановлением президиума Моссовета от 14 января 1921 года, вместе с волостью, включена в состав Воскресенского уезда, при этом был образован Лешковский сельсовет. Постановлением президиума ВЦИК от 14 января 1929 года уезды были упразднены, село вошло в состав Воскресенского района Московского округа Центрально-Промышленной области (с 3 июня 1929 года — Московская область). В ходе укрупнения сельсоветов 1940-х годов Лешково включили в состав Павло-Слободского совета.

## Население
| 2002 | 2006 | 2010 |
| ---- | ---- | ---- |
| 74   | ↗75  | ↗116 |